# 彼得里夫卡 (納塔利內市鎮)
49°23′37″N 35°35′41″E / 49.39361°N 35.59472°E
彼得里夫卡（羅馬化：Petrivka）是烏克蘭東部哈爾科夫州别列斯京区納塔利內市鎮的村落。始建於1723年，面積7.2平方公里，海拔高度116米，2023年人口1,335，人口密度每平方公里240.6人。